# Phyllis Harding
Phyllis Harding (Reino Unido, 15 de noviembre de 1907-16 de noviembre de 1992) fue una nadadora británica especializada en pruebas de estilo espalda, donde consiguió ser subcampeona olímpica en 1924 en los 100 metros.

## Carrera deportiva
En los Juegos Olímpicos de París 1924 ganó la medalla de plata en los 100 metros estilo espalda, tras la estadounidense Sybil Bauer.
Y en el campeonato europeo de Bolonia 1927 ganó el bronce en la misma prueba, y en el de París 1931 ganó plata en relevos 4x100 metros libre y bronce 100 metros espalda.